# Тимелія-криводзьоб сивоголова
Тиме́лія-криводзьо́б сивоголова (Pomatorhinus schisticeps) — вид горобцеподібних птахів родини тимелієвих (Timaliidae). Мешкає в Гімалаях і Південно-Східній Азії. Виділяють низку підвидів.

## Опис
Довжина птаха становить 19-23 см. Верхня частина тіла оливково-коричнева, нижня частина тіла білувата, шия і боки каштанові, верхня частина голови сіра. На обличчі чорна "маска", над очима білі "брови". Дзьоб жовтий, великий і вигнутий.

## Підвиди
Виділяють тринадцять підвидів:

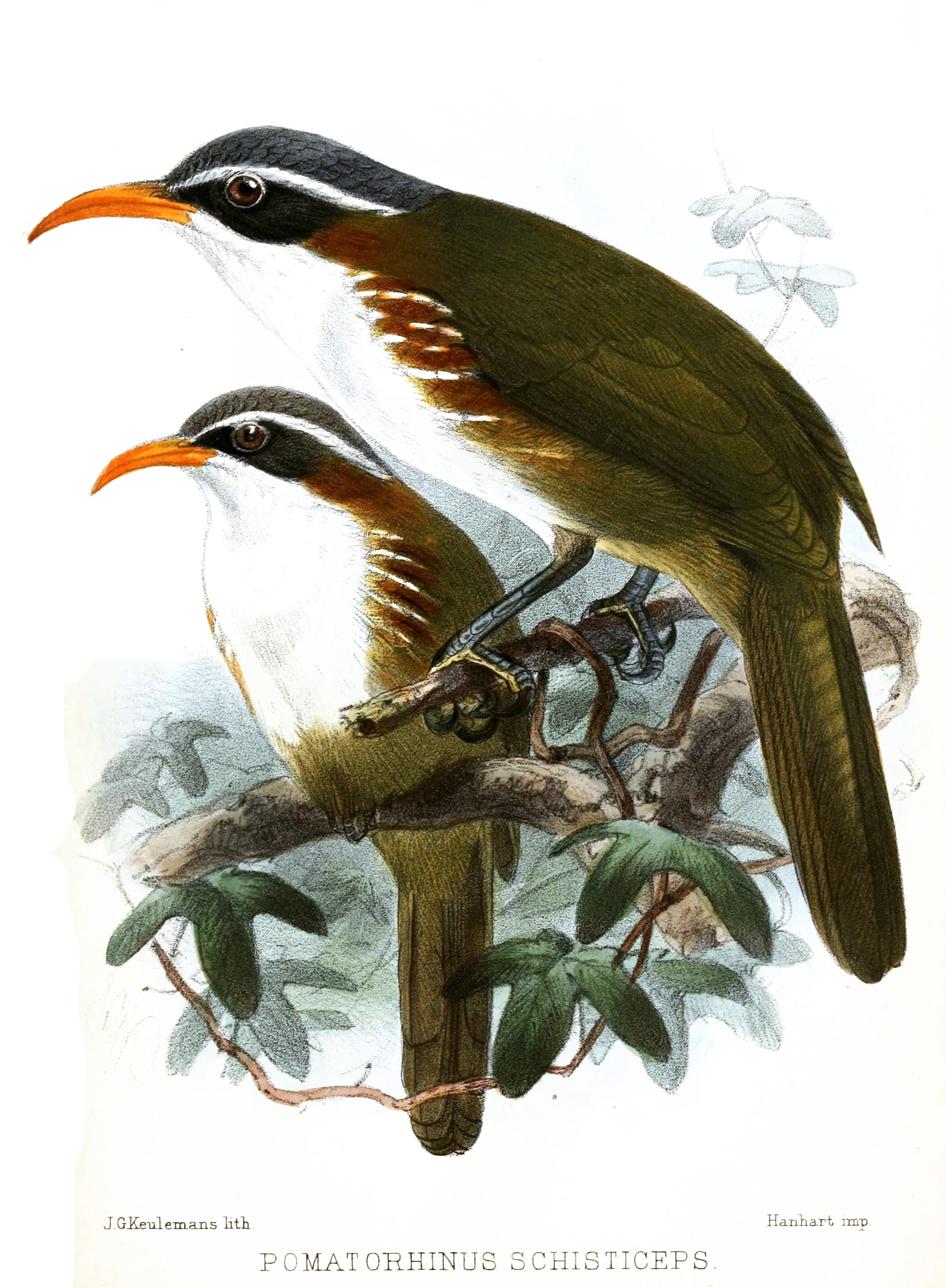
Сивоголові тимелії-криводзьоби

- P. s. leucogaster Gould, 1838 — північно-західні Гімалаї (Гімачал-Прадеш і північний захід Уттар-Прадешу);
- P. s. schisticeps Hodgson, 1836 — центральні і східні Гімалаї, північно-західна М'янма;
- P. s. salimalii Ripley, 1948 — північно-східний Ассам (гори Мішмі[en]);
- P. s. cryptanthus Hartert, E, 1915 — центральний Ассам і північний схід Бангладеш;
- P. s. mearsi Ogilvie-Grant, 1905 — західна М'янма;
- P. s. ripponi Harington, 1910 — східна М'янма, північний Таїланд і північно-західний Лаос;
- P. s. nuchalis Wardlaw-Ramsay, RG, 1877 — північно-східна М'янма (захід штату Шан і штат Кая);
- P. s. difficilis Deignan, 1956 — північно-східна М'янма і західний Таїланд;
- P. s. olivaceus Blyth, 1847 — південна М'янма і південно-західний Таїланд;
- P. s. fastidiosus Hartert, E, 1916 — північ Малайського півострова (перешийок Кра);
- P. s. humilis Delacour, 1932 — північно-східний і східний Таїланд, південний Лаос і центральний В'єтнам;
- P. s. annamensis Robinson & Kloss, 1919 — східна Камбоджа і південний Таїланд;
- P. s. klossi Baker, ECS, 1917 — південно-східний Таїланд і південно-західна Камбоджа.

## Поширення і екологія
Сивоголові тимелії-криводзьоби мешкають в Індії, Непалі, Бутані, Бангладеш, М'янмі, Таїланді, В'єтнамі, Лаосі і Камбоджі. Вони живуть у вологих рівнинних і гірських тропічних лісах, в чагарникових заростях і на луках.